# Campanha do Desarmamento
A Campanha do Desarmamento foi instituída a partir do Estatuto do Desarmamento, elaborado em 2003, visando à população portadora de armas sem registro o prazo de 180 dias para regularização de registro ou porte perante a Polícia Federal, ou entrega de boa-fé da arma de fogo com direito a indenização, à contar de 23 de junho de 2004, conforme a Lei 10884 de 17 de junho de 2004.
Segundo dados do Ministério da Justiça, a campanha resultou na entrega de 443.719 armas de fogo, que foram destruídas pelo Comando do Exército, número que constatou o sucesso da campanha, que tinha por meta recolher 80 mil armas, com ampliação desta meta para 200 mil até dezembro de 2004.
Como esse objetivo foi superado, o Governo Federal estendeu a Campanha do Desarmamento até 23 de outubro de 2005, data do referendo no Brasil em 2005 onde se questionou a proibição ou não proibição da comercialização de armas de fogo e munição no Brasil. No referendo foi apresentado nas urnas a seguinte pergunta aos eleitores brasileiros "O comércio de armas de fogo e munição deve ser proibido no Brasil?", o resultado do referendo foi a vitória do "Não" totalizando 63,94% dos votos, contra o "Sim" que totalizou 36,06% dos votos.
Fonte: «Ministério da Justiça». www.entreguesuaarma.gov.br
Em 2011 o governo federal gastou 3,5 milhões em indenizações referentes a desarmamento.
De acordo com o Artigo 12 da Lei Nº 10.826/03 o que é permitido no Brasil é a posse de arma de fogo, e seus acessórios e munições. A posse de arma de fogo só oferece o direito do cidadão brasileiro ter a arma de fogo por toda a extensão de sua residência ou local de trabalho, incluindo todas as dependências desses. Mesmo com a não proibição da comercialização de armas de fogo ou munição, o cidadão comum brasileiro não tem acesso ao porte de arma de fogo, exceto em casos excepcionais, como é o caso previsto no artigo 10 que autoriza o porte se demonstrar que atende a efetiva necessidade por exercício de atividade profissional de risco ou de ameaça à sua integridade física, também é permitido aos cidadãos e previsto na lei o porte na categoria caçador de subsistência nos casos que demonstre depender da caça para prover o próprio sustento alimentar, além disso o porte também é permitido para os integrantes das entidades de desporto legalmente constituídas, cujas atividades esportivas demandem o uso de armas de fogo, na forma do regulamento da lei e observando-se, no que couber, a legislação ambiental, esses últimos são os chamados CACs
Em junho de 2015, uma sugestão de lei enviada para o Portal e-Cidadania do Senado Federal pedia a eficácia do referendo de 2005 que desaprovou a proibição do comércio de armas e munição. Em março de 2018, a Comissão de Direito Humanos e Legislação Participativa aprovou o relatório da Senadora Regina Souza (PT/PI) pela rejeição da SUG n° 4 de 2015, defendendo que não foi objeto do referendo mencionado pelo autor da ideia revogar o Estatuto do Desarmamento., mas apenas o seu art. 35, o que foi acatado.